# Tân Minh, Thanh Sơn
Tân Minh là một xã thuộc huyện Thanh Sơn, tỉnh Phú Thọ, Việt Nam.
Xã Tân Minh có diện tích 25,97 km², dân số năm 1999 là 3345 người, mật độ dân số đạt 129 người/km².